# Mariage d'amour (film, 1942)
Pour les articles homonymes, voir Mariage d'amour.
Pour plus de détails, voir Fiche technique et Distribution.
Mariage d'amour est un film français réalisé par Henri Decoin, sorti en 1942.

## Synopsis
Pierre (François Périer), étudiant aux Beaux-Arts, et Denise, étudiante en chimie, distribuent des prospectus en portant des costumes de mariés pour un grand magasin. Le directeur du magasin, Bernard, tombe amoureux  de Denise et l'emmène dans une auberge, non loin de Paris, dirigée par le séduisant Robert. Celui-ci  ouvre les yeux de Denise qui regagne son domicile. Après une bagarre entre Pierre et Bernard, Denise choisit de rester avec Pierre.

## Fiche technique
- Titre original : Mariage d'amour
- Réalisateurs : Henri Decoin, Richard Pottier (qui termine le film)
- Scénaristes : Marcel Rivet, d'après une idée de Jean Lec
- Décors : Guy de Gastyne
- Photographie : Jules Krüger
- Musique : René Sylviano
- Coordinateur des effets spéciaux : Nicolas Wilcké
- Producteur : Alfred Greven
- Directeur de production : Max Winkler
- Production : Continental-Films
- Distribution : Films Sonores Tobis
- Format :  Noir et blanc - 1,37:1 - 35 mm - Son mono
- Durée : 82 minutes
- Sortie en salle : 23 décembre 1942 en France

## Distribution
- Juliette Faber : Denise
- François Périer : Pierre
- Paul Meurisse : Robert
- Georges Rollin : Bernard
- Jeanne Véniat : la concierge
- Germain Denis-Barreiro: un marié
- Edmond Castel : le chasseur
- Henri de Livry : le marié de l'Atlanta
- Georges Péclet : le portier de l'Atlanta
- Henri Vilbert : Amédée
- Jacques Denoël : le jeune marié
- Paul Faivre : le marié de 40 ans
- Odette Barencey : l'habilleuse
- Paul Barge : un agent du commissariat
- Georges Bever : le chauffeur
- Lucien Bryonne : le brigadier
- Edmond Castel : un camionneur
- Henri Charrett : le joueur de belote
- André Gabriello : Loustalec
- Charlotte Lysès : la dame vieille france
- Micheline Prévost : le mannequin
- Janine Viénot : Janine
- Michel Vitold : le fou du sixième